# Albert Stanley, 1:e baron Ashfield
Albert Henry Stanley, 1:e baron Ashfield, PC, TD, ursprungligen Albert Henry Knattriess, född den 8 augusti 1874, död den 4 november 1948, var en brittisk-amerikansk affärsman som var verkställande direktör samt ordförande i Underground Electric Railways Company of London (UERL) från 1910 till 1933 och ordförande i London Passenger Transport Board (LPTB) från 1933 till 1947.